# Rally Dakar de 2020
El Rally Dakar de 2020 fue la cuadragésima segunda edición de la carrera de rally raid más exigente del mundo. Se llevó a cabo desde el 5 hasta el 17 de enero de 2020 en Arabia Saudita, y se disputó por primera vez en Asia, y por segunda vez se disputó dentro de los límites de un solo país, al igual que la edición 2019 en Perú. 
La empresa francesa ASO (organizadora del Rally Dakar) anunció que esta edición marcó el estreno del nuevo director del rally, David Castera que sustituye a Etienne Lavigne que dejó el cargo en marzo de 2019 después de 15 años en el cargo.
La salida está programada el 5 de enero desde Yeda arribando luego de 12 etapas, a Al-Qiddiya.
La característica de esta edición será la navegación y la reducción en los enlaces, el recorrido total será de 7856 kilómetros, de los cuales más de 5000 serán cronometrados. El 70 % del recorrido será por el desierto. En el segundo día habrá una súper maratón en la que los pilotos solo tendrán diez minutos para reparar sus motos.
El 12 de enero de 2020 falleció Paulo Gonçalves en un accidente durante el especial de la etapa 7, dejando así otra víctima más en las ediciones del Rally Dakar. Días después el 24 de enero de 2020 también fallecería el neerlandés Edwin Straver, que sufrió un accidente en la etapa 11.
El español Carlos Sainz ganó su tercer Dakar con una tercera marca diferente, la primera con el nuevo MINI John Cooper Works Buggy. En la clase de motocicletas, el estadounidense Ricky Brabec se convirtió en el primer norteamericano en ganar una categoría en el Rally Dakar. También fue la primera victoria de Honda desde 1989 y puso fin a una racha de 18 victorias consecutivas de KTM. En camiones, el ruso Andrey Karginov obtuvo su segunda victoria en el Dakar, mientras que Kamaz obtuvo su 17 corona como fabricante. El piloto chileno Ignacio Casale ganó su tercer rally Dakar en la categoría cuadriciclos después de regresar de su breve incursión en la clase UTV en 2019. El estadounidense Casey Currie obtuvo la victoria en la clase UTV, marcando la primera victoria estadounidense en la categoría.

## Etapas
Recorrido oficial entregado por la organización.
| Etapa | Fecha               | Partida                 | Llegada                 | Total                   | Total                   | Total                   | Especial                | Especial                |
| Etapa | Fecha               | Partida                 | Llegada                 | Motos & Quads           | Autos & SSV             | Camiones                | Motos & Quads           | Autos, SSV & Camiones   |
| ----- | ------------------- | ----------------------- | ----------------------- | ----------------------- | ----------------------- | ----------------------- | ----------------------- | ----------------------- |
| 1     | 5 de enero de 2020  | Jeddah                  | Al Wajh                 | 752 km                  | 752 km                  | 752 km                  | 319 km                  | 319 km                  |
| 2     | 6 de enero de 2020  | Al Wajh                 | Neom                    | 393 km                  | 393 km                  | 393 km                  | 367 km                  | 367 km                  |
| 3     | 7 de enero de 2020  | Neom                    | Neom                    | 504 km                  | 504 km                  | 504 km                  | 427 km                  | 427 km                  |
| 4     | 8 de enero de 2020  | Neom                    | Al-Ula                  | 672 km                  | 672 km                  | 672 km                  | 453 km                  | 453 km                  |
| 5     | 9 de enero de 2020  | Al-Ula                  | Ha'il                   | 564 km                  | 564 km                  | 564 km                  | 353 km                  | 353 km                  |
| 6     | 10 de enero de 2020 | Ha'il                   | Riad                    | 830 km                  | 830 km                  | 830 km                  | 477 km                  | 477 km                  |
|       | 11 de enero de 2020 | Día de descanso en Riad | Día de descanso en Riad | Día de descanso en Riad | Día de descanso en Riad | Día de descanso en Riad | Día de descanso en Riad | Día de descanso en Riad |
| 7     | 12 de enero de 2020 | Riad                    | Wadi al-Dawasir         | 741 km                  | 741 km                  | 741 km                  | 546 km                  | 546 km                  |
| 8     | 13 de enero de 2020 | Wadi al-Dawasir         | Wadi al-Dawasir         | 716 km                  | 716 km                  | 716 km                  | 477 km                  | 477 km                  |
| 9     | 14 de enero de 2020 | Wadi al-Dawasir         | Haradh                  | 886 km                  | 886 km                  | 886 km                  | 410 km                  | 410 km                  |
| 10    | 15 de enero de 2020 | Haradh                  | Shubaytah               | 608 km                  | 608 km                  | 608 km                  | 534 km                  | 534 km                  |
| 11    | 16 de enero de 2020 | Shubaytah               | Haradh                  | 744 km                  | 744 km                  | 744 km                  | 379 km                  | 379 km                  |
| 12    | 17 de enero de 2020 | Haradh                  | Qiddiya                 | 447 km                  | 447 km                  | 447 km                  | 374 km                  | 374 km                  |
| Total | Total               | Total                   | Total                   | 7857 km                 | 7857 km                 | 7857 km                 | 5116 km                 | 5116 km                 |

## Participantes
- Participantes inscritos en cada categoría. 
| Coches | Coches                     | Coches                                | Coches                    | Coches                                | Coches                                | Coches                                 |
| N.º    | Piloto                     | País                                  | Navegante                 | País                                  | Vehículo                              | Equipo                                 |
| ------ | -------------------------- | ------------------------------------- | ------------------------- | ------------------------------------- | ------------------------------------- | -------------------------------------- |
| 300    | Nasser Al-Attiyah          | Bandera de Catar                      | Matthieu Baumel           | Bandera de Francia                    | Toyota Hilux                          | Toyota Gazoo Racing                    |
| 301    | Nani Roma                  | Bandera de España                     | Daniel Oliveras Carreras  | Bandera de España                     | Borgward BX7 Evo                      | Borgward Rally Team                    |
| 302    | Stéphane Peterhansel       | Bandera de Francia                    | Paulo Fiúza               | Bandera de Portugal                   | MINI John Cooper Works Buggy          | Bahrain JCW X-Raid Team                |
| 303    | Jakub Przygoński           | Bandera de Polonia                    | Timo Gottschalk           | Bandera de Alemania                   | MINI John Cooper Works Rally          | Orlen X-Raid Team                      |
| 304    | Giniel De Villiers         | Bandera de Sudáfrica                  | Álex Haro Bravo           | Bandera de España                     | Toyota Hilux                          | Toyota Gazoo Racing                    |
| 305    | Carlos Sainz               | Bandera de España                     | Lucas Cruz                | Bandera de España                     | MINI John Cooper Works Buggy          | Bahrain JCW X-Raid Team                |
| 306    | Martin Prokop              | Bandera de República Checa            | Viktor Chytka             | Bandera de República Checa            | Ford Raptor RS Cross Country          | MP-Sports                              |
| 307    | Bernhard Ten Brinke        | Bandera de los Países Bajos           | Tom Colsoul               | Bandera de los Países Bajos           | Toyota Hilux                          | Toyota Gazoo Racing                    |
| 308    | Sheikh Khalid Al Qassimi   | Bandera de Emiratos Árabes Unidos     | Xavier Panseri            | Bandera de Francia                    | Peugeot 3008 DKR                      | PH-Sport                               |
| 309    | Yazeed Al Rajhi            | Bandera de Arabia Saudita             | Konstantin Zhiltsov       | Bandera de Rusia                      | Toyota Hilux                          | Overdrive Toyota                       |
| 310    | Fernando Alonso            | Bandera de España                     | Marc Coma                 | Bandera de España                     | Toyota Hilux                          | Toyota Gazoo Racing                    |
| 311    | Orlando Terranova          | Bandera de Argentina                  | Bernardo Graue            | Bandera de Argentina                  | MINI John Cooper Works Rally          | X-Raid MINI JCW Team                   |
| 312    | Benediktas Vanagas         | Bandera de Lituania                   | Filipe Palmeiro           | Bandera de Portugal                   | Toyota Hilux                          | Inbank Team Pitlane                    |
| 314    | Erik Van Loon              | Bandera de los Países Bajos           | Sebastien Delaunay        | Bandera de Francia                    | Toyota Hilux Overdrive                | Overdrive Toyota                       |
| 315    | Mathieu Serradori          | Bandera de Francia                    | Fabian Lurquin            | Bandera de Bélgica                    | Century Buggy                         | SRT Racing                             |
| 316    | Peter Van Merksteijn       | Bandera de los Países Bajos           | Michael Orr               | Bandera del Reino Unido               | Toyota Hilux Overdrive                | Overdrive Toyota                       |
| 317    | Vladimir Vasilyev          | Bandera de Rusia                      | Vitaliy Yevtyekhov        | Bandera de Ucrania                    | MINI John Cooper Works Rally          | X-Raid G-Energy                        |
| 318    | Antanas Juknevičius        | Bandera de Lituania                   | Darius Vaičiulis          | Bandera de Lituania                   | Toyota Overdrive Hilux 2016 IRS Model | VSI Dakaras LT                         |
| 319    | Vaidotas Žala              | Bandera de Lituania                   | Saulius Jurgelėnas        | Bandera de Lituania                   | MINI ALL4 Racing                      | Agrorodeo                              |
| 320    | Ronan Chabot               | Bandera de Francia                    | Gilles Pillot             | Bandera de Francia                    | Toyota Hilux Overdrive                | Overdrive Toyota                       |
| 321    | Dominique Housieaux        | Bandera de Francia                    | Pascal Delacour           | Bandera de Francia                    | MD Rally Sport Optimus                | MD Rallye Sport                        |
| 322    | Wei Han                    | Bandera de la República Popular China | Min Liao                  | Bandera de la República Popular China | Hanwei Motorsport 2wd                 | Geely Auto Shell Lubricant Team        |
| 323    | Denis Krotov               | Bandera de Rusia                      | Dmytro Tsyro              | Bandera de Ucrania                    | MINI John Cooper Works Rally          | MSK Rally Team                         |
| 324    | Yasir Seaidan              | Bandera de Arabia Saudita             | Kuzmich Alexy             | Bandera de Rusia                      | Mini 2013                             | Race World Team                        |
| 325    | Isidre Esteve Pujol        | Bandera de España                     | Txema Villalobos          | Bandera de España                     | BMW BV6                               | Repsol Rally Team / Sodicars Racing    |
| 326    | Christian Lavieille        | Bandera de Francia                    | Jean-Pierre Garcin        | Bandera de Francia                    | Toyota VDJ200                         | Toyota Auto Body                       |
| 327    | Pascal Thomasse            | Bandera de Francia                    | Christophe Crespo         | Bandera de Francia                    | MD Rally Sport Optimus                | Keepower Motorsports MD                |
| 328    | Tomáš Ouředníček           | Bandera de República Checa            | David Kripal              | Bandera de República Checa            | Ford Ranger                           | Ultimate Dakar                         |
| 329    | Romain Dumas               | Bandera de Francia                    | Alexandre Winocq          | Bandera de Francia                    | RD Limited DXX                        | RD Limited                             |
| 330    | Pierre Lachaume            | Bandera de Francia                    | Jean Michel Polato        | Bandera de Francia                    | Peugeot 2008 DKR                      | PH-Sport                               |
| 331    | Miroslav Zapletal          | Bandera de República Checa            | Marek Sýkora              | Bandera de Eslovaquia                 | Ford F150 Evo                         | Offroadsport                           |
| 332    | Ricardo Porem              | Bandera de Portugal                   | Manuel Porem              | Bandera de Portugal                   | Borgward BX7 Evo                      | Borgward Rally Team                    |
| 333    | Remy Vauthier              | Bandera de Suiza                      | Gerard Dubuy              | Bandera de Francia                    | MD Rally Sport Optimus                | MD Rallye Sport                        |
| 334    | Jesús Calleja              | Bandera de España                     | Jaume Aregall             | Bandera de España                     | Toyota Hilux Overdrive                | Overdrive Toyota                       |
| 335    | Jerôme Pelichet            | Bandera de Francia                    | Pascal Larroque           | Bandera de Francia                    | MD Rally Sport Optimus                | Raidlynx                               |
| 336    | Cristina Gutiérrez Herrero | Bandera de España                     | Pablo Moreno Huete        | Bandera de España                     | Mitsubishi Eclipse Cross              | Mitsubishi / Sodicars Racing           |
| 337    | Jean Pierre Strugo         | Bandera de Francia                    | Francois Borsotto         | Bandera de Francia                    | MD Rally Sport Optimus                | MD Rallye Sport                        |
| 338    | Akira Miura                | Bandera de Japón                      | Laurent Lichtleuchter     | Bandera de Francia                    | Toyota VDJ200                         | Toyota Auto Body                       |
| 339    | Martin Kolomý              | Bandera de República Checa            | Jiří Stross               | Bandera de República Checa            | Ford Raptor RS Cross Country          | MP-Sports                              |
| 340    | Aidong Li                  | Bandera de la República Popular China | Zhaoyang Shen             | Bandera de la República Popular China | Chevrolet                             | Qian’an Jiu Jiang Landsail Racing Club |
| 341    | Oscar Fuertes Aldanondo    | Bandera de España                     | Diego Vallejo             | Bandera de España                     | Ssangyong Korando DKR                 | Ssangyong Motosport / Sodicars Racing  |
| 342    | Thomas Bell                | Bandera del Reino Unido               | Patrick McMurren          | Bandera del Reino Unido               | Nissan Navara                         | Sabertooth Motoring Adventure          |
| 343    | Boris Vaculík              | Bandera de República Checa            | Martin Plechaty           | Bandera de República Checa            | Ford F150 Evo                         | 3rcz.com                               |
| 344    | Bobby Patton               | Bandera de Estados Unidos             | Robby Pierce              | Bandera de Estados Unidos             | Toyota Hilux Overdrive                | Overdrive Toyota                       |
| 345    | Xavier Foj                 | Bandera de España                     | Ignacio Santamaria        | Bandera de España                     | Toyota Land Cruiser                   | Foj Motorsport                         |
| 346    | Gerard Tramoni             | Bandera de Francia                    | Dominique Totain          | Bandera de Francia                    | Land Rover Discovery                  | Team 100% Sud Ouest                    |
| 347    | Tim Coronel                | Bandera de los Países Bajos           | Tom Coronel               | Bandera de los Países Bajos           | Jefferies Dakar Rally "The Beast 3.0" | Maxxis Dakar Team Powered By Eurol     |
| 348    | Blas Zapag                 | Bandera de Paraguay                   | Juan José Sánchez         | Bandera de Paraguay                   | Volkswagen Amarok                     | South Racing                           |
| 349    | Jerome Renaud              | Bandera de Francia                    | Max Delfino               | Bandera de Francia                    | Rover Nemesis R                       | Team Ssp                               |
| 350    | Jean Remy Bergounhe        | Bandera de Francia                    | Jean Brucy                | Bandera de Francia                    | Buggy LCR30                           | SRT Racing                             |
| 351    | Alexandre Pesci            | Bandera de Suiza                      | Stephan Kuhni             | Bandera de Suiza                      | Rebellion DXX                         | RD Limited                             |
| 352    | Andrey Cherednikov         | Bandera de Kazajistán                 | Ignat Falkov              | Bandera de Kazajistán                 | Ford F150 Evo                         | Offroad Kazakhstan                     |
| 353    | Juan Carlos Vallejo        | Bandera de Chile                      | Leonardo Baronio          | Bandera de Perú                       | Volkswagen Amarok                     | Team Proraid Peru                      |
| 354    | Hennie De Klerk            | Bandera de Sudáfrica                  | Johann Wilhelm Smalberger | Bandera de Sudáfrica                  | Nissan Navara                         | Treasuryone                            |
| 355    | Aleksandr Dorossinskij     | Bandera de Rusia                      | Oleg Uperenko             | Bandera de Letonia                    | MINI ALL4 Racing                      | X-Raid MINI JCW Team                   |
| 356    | Markus Walcher             | Bandera de Alemania                   | Tobias Henschel           | Bandera de Alemania                   | QT Bowler Wildcat                     | Enduro XXX                             |
| 357    | Frederic Tuheil            | Bandera de Francia                    | Pierre Tuheil             | Bandera de Francia                    | Toyota Rav V8                         | Team 100% Sud Ouest                    |
| 358    | Philippe Boutron           | Bandera de Francia                    | Mayeul Barbet             | Bandera de Francia                    | Sodicars BV2                          | Sodicars Racing                        |
| 359    | Maik Willems               | Bandera de los Países Bajos           | Robert Van Pelt           | Bandera de los Países Bajos           | Toyota Overdrive                      | Bastion Hotels Dakar Team              |
| 360    | Roman Starikovich          | Bandera de Chipre                     | Bert Heskes               | Bandera de los Países Bajos           | Toyota Hilux Overdrive                | Autolife                               |
| 361    | Mohamad Altwijri           | Bandera de Arabia Saudita             | Khalid Almarshood         | Bandera de Arabia Saudita             | Toyota Land Cruiser                   | Altuwaijri Racing Team                 |
| 362    | Jianyun Jin                | Bandera de la República Popular China | Wenke Ma                  | Bandera de la República Popular China | MD Rally Sport Optimus                | Keepower Motorsports MD                |
| 363    | Quan Ruan                  | Bandera de la República Popular China | Yirong Wang               | Bandera de la República Popular China | Chevrolet                             | Qian’an Jiu Jiang Landsail Racing Club |
| 364    | Manuel Plaza Pérez         | Bandera de España                     | Mónica Plaza              | Bandera de España                     | Sodicars BV2                          | Sodicars Racing                        |
| 365    | Fernanda Kanno             | Bandera de Perú                       | Alonso Carrillo           | Bandera de Perú                       | Toyota Land Cruiser                   | De 0 Al Dakar                          |
| 367    | Andrea Schiumarini         | Bandera de Italia                     | Enrico Gaspari            | Bandera de Italia                     | Mitsubishi Pajero WRC Plus            | R Team                                 |
| 368    | Gintas Petrus              | Bandera de Lituania                   | Tomas Jančys              | Bandera de Lituania                   | Toyota Hilux                          | Petrus Racing                          |
| 369    | Teun Stam                  | Bandera de los Países Bajos           | Rene Bargeman             | Bandera de los Países Bajos           | Toyota Rally Cruiser                  | Schijf Rally                           |
| 371    | Francois Cousin            | Bandera de Francia                    | Stephane Cousin           | Bandera de Francia                    | Nissan No3                            | Compagnie Des Dunes                    |
| 372    | Sebastián Guayasamín       | Bandera de Ecuador                    | Mauro Esteban Lipez       | Bandera de Argentina                  | Chevrolet BV8                         | Sodicars Racing                        |
| 373    | Yuqiao Zhao                | Bandera de la República Popular China | Ke Yan                    | Bandera de la República Popular China | Chevrolet                             | Qian’an Jiu Jiang Landsail Racing Club |
| 375    | Faris Alshammari           | Bandera de Arabia Saudita             | Musa Djiyerian            | Bandera de Jordania                   | Nissan 2012                           | Alfares                                |
| 376    | Thierry Richard            | Bandera de Francia                    | Franck Maldonado          | Bandera de Francia                    | Nissan Springbok                      | Sodicars Racing                        |
| 377    | Joan Font                  | Bandera de España                     | Borja Rodríguez           | Bandera de España                     | Toyota Land Cruiser                   | FN Speed Team                          |
| 379    | Lei Zhong                  | Bandera de la República Popular China | Feng Chen                 | Bandera de la República Popular China | Chevrolet BV2                         | Soaring Dragon / Sodicars Racing       |
| 380    | Muneef Alshammari          | Bandera de Arabia Saudita             | Abdulsalam Alshammari     | Bandera de Arabia Saudita             | Nissan Patrol                         | Muneef Alshammari                      |
| 381    | Juan Manuel Mana           | Bandera de España                     | José Calvar               | Bandera de España                     | Toyota Land Cruiser KDJ 120           | Automode                               |
| 382    | Edvinas Juškauskas         | Bandera de Lituania                   | Aisvydas Paliukėnas       | Bandera de Lituania                   | Toyota Hilux                          | Heston MRO Team Pitlane                |
| 385    | Yves Tartarin              | Bandera de Francia                    | Patrick Lepers            | Bandera de Francia                    | Land Rover Nemesis R                  | RD Limited                             |
| 386    | Marco Piana                | Bandera de Francia                    | William Alcaraz           | Bandera de Francia                    | Toyota KDJ 125                        | Xtremeplus Polaris Factory Team        |
| 387    | Philippe Raud              | Bandera de Francia                    | Patrice Saint Marc        | Bandera de Francia                    | Toyota Land Cruiser                   | Sodicars Racing                        |
| 389    | Pablo Canto Martínez       | Bandera de España                     | Ariel Jaton               | Bandera de Argentina                  | Toyota Hilux                          | Fusiona                                |
| 390    | Jordi Queralto             | Bandera de España                     | Petra Zemánková           | Bandera de República Checa            | Jeep Rubicon                          | Krestex Team                           |
| 391    | Aldawsari Sallal           | Bandera de Arabia Saudita             | Mohammad Einab            | Bandera de Arabia Saudita             | Nissan Y 61                           | Border Guard Rally Team                |
| 392    | Marco Carrara              | Bandera de Italia                     | Maurizio Dominella        | Bandera de Italia                     | Mitsubishi Pajero WRC Plus            | R Team                                 |

| 1   | Toby Price                          | Bandera de Australia                  | KTM 450                           | Red Bull KTM Factory Team                |
| 2   | Matthias Walkner                    | Bandera de Austria                    | KTM 450                           | Red Bull KTM Factory Team                |
| 3   | Sam Sunderland                      | Bandera del Reino Unido               | KTM 450                           | Red Bull KTM Factory Team                |
| 4   | Adrien Van Beveren                  | Bandera de Francia                    | Yamaha WR450F                     | Monster Energy Yamaha Rally Team         |
| 5   | Pablo Quintanilla                   | Bandera de Chile                      | Husqvarna FR 450 Rally            | Rockstar Energy Husqvarna Factory Racing |
| 6   | Andrew Short                        | Bandera de Estados Unidos             | Husqvarna FR 450 Rally            | Rockstar Energy Husqvarna Factory Racing |
| 7   | Kevin Benavides                     | Bandera de Argentina                  | Honda CRF 450 Rally               | Monster Energy Honda Team 2020           |
| 8   | Paulo Gonçalves †                   | Bandera de Portugal                   | Hero 450 Rally                    | Hero Motosports Team Rally               |
| 9   | Ricky Brabec                        | Bandera de Estados Unidos             | Honda CRF 450 Rally               | Monster Energy Honda Team 2020           |
| 10  | Xavier De Soultrait                 | Bandera de Francia                    | Yamaha WR450F Rally               | Monster Energy Yamaha Rally Team         |
| 11  | Michael Metge                       | Bandera de Francia                    | Sherco TVS 450 RTM                | Sherco TVS Rally Factory                 |
| 12  | Joan Barreda Bort                   | Bandera de España                     | Honda CRF 450 Rally               | Monster Energy Honda Team 2020           |
| 14  | Laia Sanz                           | Bandera de España                     | KTM 450                           | Gas Gas Factory Team                     |
| 16  | Luciano Benavides                   | Bandera de Argentina                  | KTM 450                           | Red Bull KTM Factory Team                |
| 17  | José Ignacio Cornejo Florimo        | Bandera de Chile                      | Honda CRF 450 Rally               | Monster Energy Honda Team 2020           |
| 18  | Ross Branch                         | Bandera de Botsuana                   | KTM 450 Replica                   | Bas Dakar KTM Racing Team                |
| 19  | Štefan Svitko                       | Bandera de Eslovaquia                 | KTM 450 Replica                   | Slovnaft Rally Team                      |
| 20  | Johnny Aubert                       | Bandera de Francia                    | Sherco TVS 450                    | Sherco TVS Rally Factory                 |
| 21  | Daniel Nosiglia Jager               | Bandera de Bolivia                    | Honda CRF 450 Rally               | Team Honda Nosiglia                      |
| 22  | Franco Caimi                        | Bandera de Argentina                  | Yamaha WR450F Rally               | Monster Energy Yamaha Rally Team         |
| 23  | Ivan Jakeš                          | Bandera de Eslovaquia                 | KTM 450                           | Jakes Dakar Team                         |
| 24  | Lorenzo Santolino                   | Bandera de España                     | Sherco TVS 450 RTR                | Sherco TVS Rally Factory                 |
| 25  | Juan Pedrero García                 | Bandera de España                     | KTM 450                           | Ls2 Aventura Touareg                     |
| 26  | Aaron Mare                          | Bandera de Sudáfrica                  | Honda CRF 450 Rally               | Monster Energy Honda Team 2020           |
| 27  | Joaquim Rodrigues                   | Bandera de Portugal                   | Hero 450 Rally                    | Hero Motosports Team Rally               |
| 28  | Jamie Mccanney                      | Bandera del Reino Unido               | Yamaha WRF 450                    | Monster Energy Yamaha Rally Team         |
| 29  | Milan Engel                         | Bandera de República Checa            | KTM 450                           | Moto Racing Group (mrg)                  |
| 30  | Adam Tomiczek                       | Bandera de Polonia                    | Husqvarna FR 450 RR               | Orlen Team                               |
| 31  | Mario Patrão                        | Bandera de Portugal                   | KTM 450                           | KTM Factory Team                         |
| 32  | Sebastian Bühler                    | Bandera de Alemania                   | Hero 450 Rally                    | Hero Motosports Team Rally               |
| 33  | Loic Minaudier                      | Bandera de Francia                    | KTM 450                           | Team All Tracks                          |
| 34  | Arūnas Gelažninkas                  | Bandera de Lituania                   | KTM 450                           | Arūnas Gelažninkas                       |
| 35  | Maciej Giemza                       | Bandera de Polonia                    | Husqvarna FR 450 RR               | Orlen Team                               |
| 36  | Mohammed Balooshi                   | Bandera de Emiratos Árabes Unidos     | Husqvarna FR 450                  | Duust Rally Team                         |
| 37  | Paul Spierings                      | Bandera de Francia                    | Husqvarna FR 450 Rally            | Ht Rally Raid Husqvarna Racing           |
| 38  | Fausto Mota                         | Bandera de España                     | Husqvarna 450 Rally Replica       | Xraids Team                              |
| 39  | Benjamin Melot                      | Bandera de Francia                    | KTM 450                           | Benjamin Melot                           |
| 40  | Edwin Straver †                     | Bandera de los Países Bajos           | KTM 450                           | Edwin Straver                            |
| 41  | Jacopo Cerutti                      | Bandera de Italia                     | Husqvarna FR 450 Rally            | Solarys Racing                           |
| 42  | Maurizio Gerini                     | Bandera de Italia                     | Husqvarna Husqvarna 450 Rally     | Solarys Racing                           |
| 43  | Jan Brabec                          | Bandera de República Checa            | KTM 450                           | Big Shock Racing                         |
| 44  | Emanuel Gyenes                      | Bandera de Rumania                    | KTM 450                           | Autonet Motorcycle Team                  |
| 45  | Arnold Brucy                        | Bandera de Francia                    | KTM 450                           | Brucy Racing Team                        |
| 46  | Mauricio Javier Gómez               | Bandera de Argentina                  | Yamaha WR 450F Rally Replica      | Paco Gómez                               |
| 47  | Garrett Poucher                     | Bandera de Estados Unidos             | KTM 450                           | Klymciw Racing                           |
| 49  | Nicolas Brabeck-Letmathe            | Bandera de Austria                    | KTM 450                           | Team Casteu                              |
| 50  | Santosh Chunchunguppe Shivashankar  | Bandera de la India                   | Hero 450 Rally                    | Hero Motosports Team Rally               |
| 51  | Patricio Cabrera                    | Bandera de Chile                      | KTM 450                           | Kawasaki Chile Cidef                     |
| 52  | Petr Vlček                          | Bandera de República Checa            | Husqvarna 450                     | Petr Vlček                               |
| 53  | Antonio Maio                        | Bandera de Portugal                   | Yamaha 450                        | Yamaha Fino Motor Racing                 |
| 54  | Mirjam Pol                          | Bandera de los Países Bajos           | Husqvarna FR 450 Rally            | Ht Rally Raid Husqvarna Racing           |
| 55  | Patrice Carillon                    | Bandera de Francia                    | KTM 450 Rallye                    | Carillon                                 |
| 56  | Rodney Faggotter                    | Bandera de Australia                  | Yamaha WR450F                     | Yamaha Motor Australia                   |
| 57  | Philippe Cavelius                   | Bandera de Francia                    | KTM 450                           | Cavelius Team                            |
| 58  | Sebastián Cavallero                 | Bandera de Perú                       | KTM 450                           | Rides 4 Hope                             |
| 59  | Skyler Howes                        | Bandera de Estados Unidos             | Husqvarna FR 450 Rally            | Klymciw Racing                           |
| 60  | Zhang Min                           | Bandera de la República Popular China | KTM Rally Replica 450             | Wu Pu Da Hai Dao Dakar Rally Team        |
| 61  | Anthony Boursaud                    | Bandera de Francia                    | Yamaha 450 Rally                  | Antho Moto Sport - Drag'on Rally Team    |
| 63  | Ben Young                           | Bandera de Australia                  | KTM Rally Replica                 | Duust Rally Team                         |
| 64  | Carlo Vellutino                     | Bandera de Perú                       | KTM 450                           | Xraids Team                              |
| 65  | Guillaume Chollet                   | Bandera de Francia                    | Yamaha 450                        | Drag'on Rally Team                       |
| 66  | Abdullah Al Shatti                  | Bandera de Kuwait                     | KTM 450 Rally Replica             | Duust Rally Team                         |
| 68  | Jan Veselý                          | Bandera de República Checa            | Husqvarna FE 450                  | Ivar Cs Team                             |
| 69  | Florent Vayssade                    | Bandera de Francia                    | KTM 450 Rallye                    | Team Vayssade Florent                    |
| 70  | Mishal Alghuneim                    | Bandera de Arabia Saudita             | KTM 450 Rally                     | Mishal Alghuneim                         |
| 71  | Krzysztof Jarmuż                    | Bandera de Polonia                    | KTM Rally                         | 115moto                                  |
| 72  | Philippe Gendron                    | Bandera de Francia                    | KTM 450 Rally Repliqua            | Nomade Racing                            |
| 73  | César Pardo                         | Bandera de Perú                       | KTM                               | KTM Peru Rally Team 2018                 |
| 74  | Jaume Betriu                        | Bandera de España                     | KTM FR 450 Rally Motor            | FN Speed Team                            |
| 75  | Willy Jobard                        | Bandera de Francia                    | Bosuer 450 Dkr Rally              | Guadalpin Banus / Bosuer Racing          |
| 76  | Martin Freinademetz                 | Bandera de Austria                    | KTM 450 Rally Replica             | Red Bull Romaniacs                       |
| 77  | Jerome Denibaud                     | Bandera de Francia                    | Husqvarna 450 Fr Rally            | Team Jog - Original                      |
| 78  | Olivier Pain                        | Bandera de Francia                    | KTM 450 Rally                     | Team Jog - Nomade Racing                 |
| 79  | Guillaume Simonnet                  | Bandera de Francia                    | KTM 450 Rally Replica             | Team Jog - Original                      |
| 80  | Marcel Butuza                       | Bandera de Rumania                    | KTM Rally Replica                 | Vectra Racing Team                       |
| 81  | Josep Maria Mas Arcos               | Bandera de España                     | Husqvarna WR 450F                 | Pedrega Team                             |
| 82  | Francisco Arredondo                 | Bandera de Argentina                  | KTM 450 Rally Replica 2019        | Duust Rally Team                         |
| 83  | Harith Noah Koitha Veettil          | Bandera de la India                   | Sherco TVS                        | Sherco TVS Rally Factory                 |
| 84  | Zhao Hongyi                         | Bandera de la República Popular China | KTM 450 Rally                     | Wu Pu Da Hai Dao Dakar Rally Team        |
| 85  | Charlie Herbst                      | Bandera de Francia                    | KTM 450 Rally                     | Nomade Racing                            |
| 86  | Julián José García Merino           | Bandera de España                     | Yamaha WR 450                     | Merino Team                              |
| 87  | Rachid Al-Lal Lahadil               | Bandera de España                     | KTM Rally Replica                 | Ciudad Autónoma De Melilla Rachid Rally  |
| 88  | Javier Álvarez Fernández            | Bandera de España                     | KTM 450 Rally                     | Team Tierrastur                          |
| 89  | Francesco Catanese                  | Bandera de Italia                     | Yamaha 450                        | Tmf Racing Asd                           |
| 90  | Michael Extance                     | Bandera del Reino Unido               | KTM 450EXCF                       | Mick Extance                             |
| 91  | Enrique Guzmán                      | Bandera de Chile                      | KTM 450 Rally Replica             | Xraids Team                              |
| 92  | Jacek Bartoszek                     | Bandera de Polonia                    | KTM 450 Rally Replica 2017        | Duust Rally Team                         |
| 93  | Guillaume Martens                   | Bandera de los Países Bajos           | KTM 450 RR                        | Macad Rally Team                         |
| 94  | Oswaldo Burga                       | Bandera de Perú                       | KTM Rally 450                     | Lalo Burga                               |
| 95  | Sebastien Lagut                     | Bandera de Francia                    | KTM 450 Rally Replica             | Nomade Racing                            |
| 96  | Wesley Pittens                      | Bandera de los Países Bajos           | Yamaha WR450F Rally Replica       | Yamaha Team Pittens Netherlands          |
| 97  | Simon Marčič                        | Bandera de Eslovaquia                 | KTM EXC 450                       | Marcic                                   |
| 98  | Sara García                         | Bandera de España                     | Yamaha WRF450                     | Pont Grup Yamaha                         |
| 99  | Javier Vega Puerta                  | Bandera de España                     | Yamaha Wr450                      | Pont Grup Yamaha                         |
| 100 | Stuart Gregory                      | Bandera de Sudáfrica                  | KTM 450 Rally Replica             | Stuart Gregory                           |
| 102 | Neil Hawker                         | Bandera del Reino Unido               | Husqvarna 450 RRally              | Neil Hawker                              |
| 103 | Gabor Saghmeister                   | Bandera de Serbia                     | KTM 450 Rally Replica             | Saghmeister Team                         |
| 104 | Kyle Mc Coy                         | Bandera de Estados Unidos             | KTM 450 Rally Factory Replica     | Bas Dakar KTM Racing Team                |
| 105 | Daniel Albero Puig                  | Bandera de España                     | Husqvarna 450 FE Rally            | Team Un Diabético En El Dakar            |
| 106 | Alessandro Barbero                  | Bandera de Italia                     | KTM KTC 450 SXE                   | Alessandro Barbero                       |
| 107 | Lionel Costes                       | Bandera de Francia                    | KTM 450                           | Nomade Racing                            |
| 108 | Ignacio Sanchis                     | Bandera de España                     | KTM 450 Replica Rally             | FN Speed Team                            |
| 109 | Mirko Pavan                         | Bandera de Italia                     | Beta                              | Nsm Racing Team                          |
| 110 | Alberto Bertoldi                    | Bandera de Italia                     | KTM 450 Rally                     | BMS Moto                                 |
| 111 | Cesare Zacchetti                    | Bandera de Italia                     | KTM 450 Rally                     | Cesare Zacchetti                         |
| 112 | José Arvest Portero                 | Bandera de España                     | KTM 450 Rally                     | Club Aventura Touareg                    |
| 113 | Sebastián Alberto Urquia            | Bandera de Argentina                  | KTM 450 Rally                     | X Raids PJM General Deheza               |
| 114 | Craig Keyworth                      | Bandera del Reino Unido               | Husqvarna 450 Factory Rally       | Adventure-Tech                           |
| 115 | Olaf Harmsen                        | Bandera de los Países Bajos           | KTM 450 Rally Replica             | Bas Dakar KTM Racing Team                |
| 116 | Carl Johan Bjerkert                 | Bandera de Suecia                     | Husqvarna FR 450 Rally            | Ht Rally Raid Husqvarna Racing           |
| 117 | Kirsten Landman                     | Bandera de Sudáfrica                  | KTM 450 Rally Replica             | Bas Dakar KTM Racing Team                |
| 118 | Alexandre Bispo                     | Bandera de Francia                    | Yamaha WRF Rallye                 | Expresso Racing                          |
| 119 | Fabio Fasola                        | Bandera de Italia                     | Husqvarna                         | Fasola                                   |
| 120 | Calheine Perry                      | Bandera de Sudáfrica                  | KTM 450 Rally Replica             | Nomade Racing                            |
| 122 | Alejandro Aros                      | Bandera de Chile                      | KTM 450 Rally Replica             | Xraids Team                              |
| 123 | Wessel Bosman                       | Bandera de Sudáfrica                  | KTM 450 Rally Replica             | Race-2-dakar                             |
| 124 | Martien Jimmink                     | Bandera de los Países Bajos           | Husqvarna FR 450 RR               | Ht Rally Raid Husqvarna Racing           |
| 125 | Frederic Barlerin                   | Bandera de Francia                    | KTM EXC                           | Rallye Fred                              |
| 126 | Simon Hewitt                        | Bandera del Reino Unido               | Yamaha WR450F                     | Crazy Camel Motorsport                   |
| 127 | Sebastien Cojean                    | Bandera de Francia                    | Husqvarna 450 Rally Factory Förch | Seb Cojean                               |
| 128 | Giordano Pacheco                    | Bandera de Colombia                   | KTM 450 Replica                   | Calidoso Racing Team                     |
| 129 | Antonio Lincoln Berrocal            | Bandera de Brasil                     | KTM Rally                         | Team Pro Tork                            |
| 130 | Myunggul Ryu                        | Bandera de Corea del Sur              | Husqvarna HQV FR450 Rally         | Klymciw Racing                           |
| 131 | David Chávez                        | Bandera de Perú                       | KTM EXC-F 450                     | Club Aventura Touareg                    |
| 132 | Martin Michek                       | Bandera de República Checa            | KTM 450                           | Moto Racing Group (mrg)                  |
| 133 | Dmitry Agoshkov                     | Bandera de Rusia                      | KTM 450 Rally                     | Troykateam                               |
| 134 | Zaker Yakp                          | Bandera de la República Popular China | KTM 450 Rally                     | Wu Pu Da Hai Dao Dakar Rally Team        |
| 135 | Leonardo Cola                       | Bandera de Argentina                  | KTM 450 Rally Replica             | Little Bigger                            |
| 136 | Bruno Bony                          | Bandera de Francia                    | KTM 450 Rally                     | Team Casteu                              |
| 137 | Fabrice Lardon                      | Bandera de Francia                    | KTM                               | Team Casteu                              |
| 138 | Romain Leloup                       | Bandera de Francia                    | KTM Wolfie                        | Team Repar'stores                        |
| 139 | Pierre Louis Le Bonniec             | Bandera de Francia                    | KTM 450 Rallye Factory Replica    | Nomade Racing                            |
| 142 | Graeme Sharp                        | Bandera de Zimbabue                   | KTM 450 Rally Factory Replica     | Bas Dakar KTM Racing Team                |
| 143 | Matthew Tisdall                     | Bandera de Australia                  | KTM 450 Rally                     | Bas Dakar KTM Racing Team                |
| 144 | Roman Krejčí                        | Bandera de República Checa            | KTM 450 Rally                     | Ivar Cs Team                             |
| 145 | Blas Zapag Hijo Zapag Peralta       | Bandera de Paraguay                   | KTM 450 Replica                   | M.e.d. Racing Team                       |
| 146 | Gerben Lieverdink                   | Bandera de los Países Bajos           | KTM 450 Rally Replica             | Bas Dakar KTM Racing Team                |
| 147 | David Mabbs                         | Bandera del Reino Unido               | KTM Rally                         | Vendettaracinguae.com                    |
| 148 | David McBride                       | Bandera del Reino Unido               | KTM 450 Ralley                    | Vendettaracinguae.com                    |
| 149 | Ismael Nietto                       | Bandera de Chile                      | Speedbrain 450 Factory            | Ismael Nietto                            |
| 150 | Salman Mohamed Humood Farhan Farhan | Bandera de Baréin                     | Husqvarna FR 450 Rally            | Ht Rally Raid Husqvarna Racing           |
| 151 | Eric Martinez                       | Bandera de Francia                    | KTM/Husquvarna Rallye Replica     | Eric Martinez                            |
| 152 | Phillip Wilson                      | Bandera de Australia                  | KTM Rally Replica 450             | Bas Dakar KTM Racing Team                |
| 153 | Philip Turner                       | Bandera del Reino Unido               | KTM 450 Rally Factory Replica     | Bas Dakar KTM Racing Team                |
| 154 | Eduardo Iglesias Sánchez            | Bandera de España                     | KTM Rally                         | Eduardo Iglesias Sánchez                 |
| 155 | Matteo Olivetto                     | Bandera de Italia                     | KTM 450 EXC 2019                  | Abc Old Farm Racing                      |
| 158 | Trevor Colin Wilson                 | Bandera de Australia                  | Husqvarna FR 450 Rally            | Trevor Wilson                            |

| Camiones | Camiones                           | Camiones                    | Camiones                                       | Camiones                    | Camiones                      | Camiones                              | Camiones       | Camiones                    |
| N.º      | Piloto                             | País                        | Copiloto                                       | País                        | Mecánico                      | País                                  | Vehículo       | Equipo                      |
| -------- | ---------------------------------- | --------------------------- | ---------------------------------------------- | --------------------------- | ----------------------------- | ------------------------------------- | -------------- | --------------------------- |
| 500      | Eduard Nikolaev                    | Bandera de Rusia            | Evgenii Iakovlev                               | Bandera de Rusia            | Vladimir Rybakov              | Bandera de Rusia                      | Kamaz          | Kamaz Master                |
| 501      | Dmitry Sotnikov                    | Bandera de Rusia            | Ruslan Akhmadeev                               | Bandera de Rusia            | Ilgiz Akhmetzianov            | Bandera de Rusia                      | Kamaz          | Kamaz Master                |
| 502      | Aleš Loprais                       | Bandera de República Checa  | Petr Pokora                                    | Bandera de República Checa  | Khalid Alkendi                | Bandera de Emiratos Árabes Unidos     | Praga V4S DKR  | Instaforex Loprais Team     |
| 503      | Siarhei Viazovich                  | Bandera de Bielorrusia      | Pavel Haranin                                  | Bandera de Bielorrusia      | Anton Zaparoshchanka          | Bandera de Bielorrusia                | MAZ            | MAZ-Sportauto               |
| 504      | Martin Macik                       | Bandera de República Checa  | František Tomášek                              | Bandera de República Checa  | David Švanda                  | Bandera de República Checa            | Iveco          | Big Shock Racing            |
| 505      | Janus Van Kasteren                 | Bandera de los Países Bajos | Darek Rodewald                                 | Bandera de Polonia          | Marcel Snijders               | Bandera de los Países Bajos           | Iveco          | Petronas Team De Rooy Iveco |
| 506      | Martin Van Den Brink               | Bandera de los Países Bajos | Wouter De Graaff                               | Bandera de los Países Bajos | Mitchel Van Den Brink         | Bandera de los Países Bajos           | Renault Trucks | Mammoet Rallysport          |
| 507      | Gert Huzink                        | Bandera de los Países Bajos | Rob Buursen                                    | Bandera de los Países Bajos | Martin Roesink                | Bandera de los Países Bajos           | Renault Trucks | Riwald Dakar Team           |
| 508      | Aleksandr Vasilevski               | Bandera de Bielorrusia      | Dzmitry Vikhrenka                              | Bandera de Bielorrusia      | Vitali Murylev                | Bandera de Bielorrusia                | MAZ            | MAZ-Sportauto               |
| 509      | Martin Šoltys                      | Bandera de República Checa  | Tomáš Šikola                                   | Bandera de República Checa  | David Schovánek               | Bandera de República Checa            | Tatra          | Tatra Buggyra Racing        |
| 510      | Robert Szustkowski                 | Bandera de Polonia          | Jarosław Kazberuk                              | Bandera de Polonia          | Filip Skrobanek               | Bandera de República Checa            | Tatra          | Fesh Fesh / R-sixteam       |
| 511      | Andrey Karginov                    | Bandera de Rusia            | Andrey Mokeev                                  | Bandera de Rusia            | Igor Leonov                   | Bandera de Rusia                      | Kamaz          | Kamaz Master                |
| 512      | Teruhito Sugawara                  | Bandera de Japón            | Yuji Mochizuki                                 | Bandera de Japón            | Hirokazu Somemiya             | Bandera de Japón                      | Hino           | Hino Team Sugawara          |
| 514      | Pascal De Baar                     | Bandera de los Países Bajos | Jan Van Der Vaet                               | Bandera de Bélgica          | Stefan Slootjes               | Bandera de los Países Bajos           | Renault Trucks | Riwald Dakar Team           |
| 515      | Mathias Behringer                  | Bandera de Alemania         | Stefan Henken                                  | Bandera de Alemania         | Bruno Sousa                   | Bandera de Portugal                   | MAN            | South Racing                |
| 516      | Anton Shibalov                     | Bandera de Rusia            | Dmitrii Nikitin                                | Bandera de Rusia            | Ivan Tatarinov                | Bandera de Rusia                      | Kamaz          | Kamaz Master                |
| 517      | Albert Llovera                     | Bandera de Andorra          | Ferran Marco Alcayna                           | Bandera de España           | Marc Torres                   | Bandera de España                     | Iveco          | Petronas Team De Rooy Iveco |
| 518      | Claudio Bellina                    | Bandera de Italia           | Giulio Minelli                                 | Bandera de Italia           | Bruno Gotti                   | Bandera de Italia                     | DAF            | Italtrans                   |
| 519      | Ikuo Hanawa                        | Bandera de Japón            | Yudai Hanawa                                   | Bandera de Japón            | Mayumi Kezuka                 | Bandera de Japón                      | Hino           | Hino Team Sugawara          |
| 521      | Patrice Garrouste                  | Bandera de Francia          | Szymon Gospodarczyk                            | Bandera de Polonia          | Petr Vojkovský                | Bandera de República Checa            | Tatra          | Fesh Fesh / R-sixteam       |
| 522      | Victor Willem Corne Versteijnen    | Bandera de los Países Bajos | Andreas Wilhelmus Michiel Marius Van Der Sande | Bandera de los Países Bajos | Teun Van Dal                  | Bandera de los Países Bajos           | Iveco          | Petronas Team De Rooy Iveco |
| 523      | Jordi Juvanteny                    | Bandera de España           | José Luis Criado                               | Bandera de España           | Xavier Domenech               | Bandera de España                     | MAN            | Epsilon                     |
| 524      | Richard De Groot                   | Bandera de los Países Bajos | Van Den Elshout Raph                           | Bandera de los Países Bajos | Hulsebosch Jan                | Bandera de los Países Bajos           | Renault Trucks | Firemen Dakar Team          |
| 525      | Gerrit Zuurmond                    | Bandera de los Países Bajos | Jasper Riezebos                                | Bandera de los Países Bajos | Klaas Kwakkel                 | Bandera de los Países Bajos           | MAN            | Rainbow Truck Team          |
| 526      | Paolo Calabria                     | Bandera de Italia           | Loris Calubini                                 | Bandera de Italia           | Giuseppe Fortuna              | Bandera de Italia                     | MAN            | Orobica Raid                |
| 527      | Jan Van De Laar                    | Bandera de los Países Bajos | Ben Van De Laar                                | Bandera de los Países Bajos | Simon Stubbs                  | Bandera del Reino Unido               | DAF            | Fried Van De Laar Racing    |
| 528      | Aliaksei Vishneuski                | Bandera de Bielorrusia      | Maksim Novikau                                 | Bandera de Bielorrusia      | Andrei Neviarovich            | Bandera de Bielorrusia                | MAZ            | MAZ-Sportauto               |
| 529      | Alberto Herrero                    | Bandera de España           | Julio Romero Lorenzo                           | Bandera de España           | Matthias Vetiska              | Bandera de Austria                    | MAN            | TH-Trucks                   |
| 530      | Ed Wigman                          | Bandera de los Países Bajos | Joel Ebbers                                    | Bandera de los Países Bajos | Hendrik Elisabert Schatorie   | Bandera de los Países Bajos           | MAN            | Riwald Dakar Team           |
| 531      | Michiel Becx                       | Bandera de los Países Bajos | Bernard Der Kinderen                           | Bandera de los Países Bajos | Edwin Kuijpers                | Bandera de los Países Bajos           | Iveco          | Petronas Team De Rooy Iveco |
| 532      | Turki Mohammed Al Sudairy          | Bandera de Arabia Saudita   | Samir Benbekhti                                | Bandera de Argelia          | Sofiane Megueni               | Bandera de Argelia                    | MAN            | Al Sudairy                  |
| 533      | William De Groot                   | Bandera de los Países Bajos | Edwin Van De Langenberg                        | Bandera de los Países Bajos | Lambertus Gloudemans          | Bandera de los Países Bajos           | DAF            | Team De Groot               |
| 534      | Almuhna Ibrahm                     | Bandera de Arabia Saudita   | Osama Alsanad                                  | Bandera de Arabia Saudita   | Raed Abo Theeb                | Bandera de Arabia Saudita             | Unimog U500    | Ibrahim Almuhna             |
| 535      | Robert Randýsek                    | Bandera de República Checa  | Geoffrey Thalgott                              | Bandera de los Países Bajos | Erick Gilbert                 | Bandera de los Países Bajos           | MAN            | PH-Sport                    |
| 536      | Antonio Cabini                     | Bandera de Italia           | Giulio Verzeletti                              | Bandera de Italia           | Carlo Cabini                  | Bandera de Italia                     | Unimog 400     | Orobica Raid                |
| 537      | Frances Ester Fernández            | Bandera de España           | Jose Martins                                   | Bandera de Portugal         | Johannes Schotanus            | Bandera de los Países Bajos           | Iveco          | Team Boucou                 |
| 539      | Rafael Tibau Maynou                | Bandera de España           | Ramón María Invernon Bardia                    | Bandera de España           | Philipp Beier                 | Bandera de Alemania                   | MAN            | TH-Trucks                   |
| 540      | Cesare Gianfranco Rickler Del Mare | Bandera de Italia           | Dragos Razvan Buran                            | Bandera de Rumania          | -                             | -                                     | Iveco          | R Team                      |
| 541      | Jordi Esteve Oro                   | Bandera de España           | Enric Marti Flix                               | Bandera de España           | Yue Ning                      | Bandera de la República Popular China | Mercedes       | Jjspor/TH-Trucks            |
| 543      | Richard Gonzalez                   | Bandera de Francia          | Jean-Philippe Salviat                          | Bandera de Francia          | Jean-Pierre Normand Courivaud | Bandera de Francia                    | DAF            | Sodicars Racing             |
| 545      | Tariq Alrammah                     | Bandera de Arabia Saudita   | Denis Martin                                   | Bandera de Francia          | Eric Baudoin                  | Bandera de Francia                    | Renault Trucks | STA Competition             |
| 546      | Jordi Ginesta                      | Bandera de Andorra          | Marc Dardaillon                                | Bandera de Francia          | Armando Loureiro              | Bandera de Portugal                   | MAN            | Team Boucou                 |
| 547      | Sylvain Besnard                    | Bandera de Francia          | Antoine Vitse                                  | Bandera de Francia          | Sylvain Laliche               | Bandera de Francia                    | MAN            | Team SSP                    |
| 548      | Dave Ingels                        | Bandera de Bélgica          | Jean Bernard Cassoulet                         | Bandera de Francia          | Jean-Francois Cazeres         | Bandera de Francia                    | DAF            | Team Boucou                 |
| 549      | Ahmed Benbekhti                    | Bandera de Argelia          | Ramzi Osmani                                   | Bandera de Argelia          | Bruno Seillet                 | Bandera de Francia                    | MAN            | Sodicars Racing             |
| 550      | Dave Berghmans                     | Bandera de Bélgica          | Tom Geuens                                     | Bandera de Bélgica          | Luca Lorenzato                | Bandera de Italia                     | Iveco          | Overdrive Toyota            |

| 250 | Ignacio Casale          | Bandera de Chile           | Yamaha Raptor 700            | Casale Racing                     |
| 251 | Rafal Sonik             | Bandera de Polonia         | Yamaha Raptor 700            | Sonik Team                        |
| 252 | Alexandre Giroud        | Bandera de Francia         | Yamaha YFZ 700               | Team Giroud                       |
| 254 | Nelson Sanabria Galeano | Bandera de Paraguay        | Yamaha Raptor 700            | M.E.D. Racing Team                |
| 255 | Manuel Andújar          | Bandera de Argentina       | Yamaha Raptor 700            | 7240 Team                         |
| 257 | Kamil Wiśniewski        | Bandera de Polonia         | Yamaha Raptor 700            | Orlen Team                        |
| 258 | Tomáš Kubiena           | Bandera de República Checa | Ibos YFM 700 Raptor          | Moto Racing Group (mrg)           |
| 259 | Axel Dutrie             | Bandera de Francia         | Yamaha Raptor 700            | Drag'on Rally Team                |
| 260 | Carlos Alejandro Verza  | Bandera de Argentina       | Yamaha 099 Renegade X XC 850 | Verza Rally Team                  |
| 261 | Martin Sarquiz          | Bandera de Argentina       | Can-Am 800 R                 | Martin Sarquiz Team               |
| 262 | Sebastien Souday        | Bandera de Francia         | Yamaha 700YFMR               | Team All Tracks                   |
| 263 | Zdeněk Tůma             | Bandera de República Checa | Yamaha Raptor                | Barth Racing Team                 |
| 265 | Simon Vitse             | Bandera de Francia         | Yamaha 700 Raptor            | # Je Peux 2020-bbr Mercier Racing |
| 266 | Leonardo Martínez       | Bandera de Bolivia         | Can-Am Renegade              | Team Can Am Martinez              |
| 267 | Giovanni Enrico         | Bandera de Chile           | Yamaha Raptor 700            | Enrico Racing Team                |
| 268 | Italo Pedemonte         | Bandera de Chile           | Yamaha Raptor 700            | Enrico Racing Team                |
| 271 | Nicolás Robledo Serna   | Bandera de Colombia        | Can-Am 2018                  | Mazzucco Can-Am Team              |
| 272 | Mariano Bennazar        | Bandera de Argentina       | Yamaha Raptor                | Bennazar Quad Team                |
| 273 | Romain Dutu             | Bandera de Francia         | Yamaha 700 Raptor            | Smx Racing                        |
| 274 | Toni Vingut             | Bandera de España          | Yamaha Raptor 700            | Visit Sant Antoni - Ibiza         |
| 275 | Abdulmajed Aakhulaifi   | Bandera de Arabia Saudita  | Yamaha 2019                  | Race World Team                   |
| 277 | Arkadiusz Lindner       | Bandera de Polonia         | Can-Am Renegade              | Lindner 91 Team                   |
| 278 | Paweł Otwinowski        | Bandera de Polonia         | Yamaha Raptor                | Duust Rally Team                  |

| SSV | SSV                                | SSV                         | SSV                         | SSV                               | SSV                      | SSV                               |
| N.º | Piloto                             | País                        | Copiloto                    | País                              | Vehículo                 | Equipo                            |
| --- | ---------------------------------- | --------------------------- | --------------------------- | --------------------------------- | ------------------------ | --------------------------------- |
| 400 | Francisco "Chaleco" López Contardo | Bandera de Chile            | Juan Pablo Latrach Vinagre  | Bandera de Chile                  | Can - Am Maverick        | South Racing Can-Am               |
| 401 | Gerard Farres Guell                | Bandera de España           | Armand Monleon              | Bandera de España                 | Can - Am Maverick        | Monster Energy Can-Am             |
| 402 | Reinaldo Varela                    | Bandera de Brasil           | Gustavo Gugelmin            | Bandera de Brasil                 | Can - Am Maveric X3      | Monster Energy Can-Am             |
| 403 | Cyril Despres                      | Bandera de Francia          | Michael Horn                | Bandera de Suiza                  | OT3 buggy                | Red Bull Off-Road Team USA        |
| 404 | Conrad Rautenbach                  | Bandera de Zimbabue         | Pedro Bianchi Prata         | Bandera de Portugal               | PH-Sport Zephyr          | PH-Sport                          |
| 405 | Casey Currie                       | Bandera de Estados Unidos   | Sean Berriman               | Bandera de Estados Unidos         | Can - Am Maverick        | Monster Energy Can-Am             |
| 406 | José Luis Pena Campo               | Bandera de España           | Rafael Tornabell Córdoba    | Bandera de España                 | Polaris RZR 1000 Turbo   | Xtremeplus Polaris Factory Team   |
| 407 | Denis Berezovskiy                  | Bandera de Kazajistán       | Ricardo Adrián Torlaschi    | Bandera de Argentina              | Can - Am Maverick X3     | Forestal Team                     |
| 409 | Blade Hildebrand                   | Bandera de Estados Unidos   | Francois Cazalet            | Bandera de Francia                | OT3 buggy                | Red Bull Off-Road Team USA        |
| 410 | José Antonio Hinojo López          | Bandera de España           | Diego Ortega Gil            | Bandera de España                 | Can-Am Maverick X3       | Hibor Raid                        |
| 411 | Sergei Kariakin                    | Bandera de Rusia            | Anton Vlasiuk               | Bandera de Rusia                  | BRP Maverick X3          | Snag Racing Team                  |
| 412 | Mitchell Guthrie                   | Bandera de Estados Unidos   | Ola Fløene                  | Bandera de Noruega                | OT3 buggy                | Red Bull Off-Road Team USA        |
| 414 | Josef Macháček                     | Bandera de República Checa  | Vlastimil Tošenovský        | Bandera de República Checa        | Can - Am Maverick X      | Buggyra Racing                    |
| 415 | Rubén Gracia                       | Bandera de España           | Sergio Peinado Jiménez      | Bandera de España                 | Extreme GPR20            | GPR Sport                         |
| 417 | Axel Alletru                       | Bandera de Francia          | Francois Beguin             | Bandera de Bélgica                | Can - Am X3              | # Je Peux 2020-BBR Mercier Racing |
| 418 | Graham Knight                      | Bandera del Reino Unido     | David Watson                | Bandera del Reino Unido           | Polaris RZR 1000 Turbo   | Xtremeplus Polaris Factory Team   |
| 419 | Aron Domżała                       | Bandera de Polonia          | Maciej Marton               | Bandera de Polonia                | Can - Am Maverick X3     | Domzala                           |
| 420 | Jesús Puras                        | Bandera de España           | Xavier Blanco               | Bandera de España                 | Can-Am Maverick X3       | Xraids & Buggymaster Team         |
| 421 | Camelia Liparoti                   | Bandera de Italia           | Annett Fischer              | Bandera de Alemania               | Yamaha YXZ 1000R         | C.A.T. Racing Yamaha              |
| 423 | Omar Eliseo Gandara                | Bandera de Argentina        | Sergio Lafuente             | Bandera de Uruguay                | Can-Am Maverick X3       | Omar Gandara Dakar Team           |
| 424 | Eric Abel                          | Bandera de Francia          | Christian Manez             | Bandera de Francia                | Polaris RZR 1000 Turbo   | Xtremeplus Polaris Factory Team   |
| 425 | Maciej Domżała                     | Bandera de Polonia          | Rafał Marton                | Bandera de Polonia                | Can - Am Macerick X3     | Domzala                           |
| 426 | Patrick Sireyjol                   | Bandera de Francia          | Jean Luc Martin             | Bandera de Francia                | Can - Am                 | Team BTR                          |
| 427 | Austin Jones                       | Bandera de Estados Unidos   | Kellon Walch                | Bandera de Estados Unidos         | Can - Am Maverick        | South Racing Can-Am               |
| 428 | Herve Diers                        | Bandera de Francia          | Alain Brousse               | Bandera de Francia                | Can - Am X3              | # Je Peux 2020-BBR Mercier Racing |
| 429 | Kees Koolen                        | Bandera de los Países Bajos | Jurgen Van Den Goorbergh    | Bandera de los Países Bajos       | Can-Am Maverick X3       | MEC Team                          |
| 430 | Roberto Carranza                   | Bandera de España           | Juan Carlos Fernández       | Bandera de España                 | Extreme GPR20            | GPR Sport                         |
| 431 | Juan Miguel Fidel Medero           | Bandera de España           | Juan Silva                  | Bandera de Argentina              | Can-Am X3                | FN Speed Team                     |
| 432 | Fabio Del Punta                    | Bandera de Italia           | Giacomo Tognarini           | Bandera de Italia                 | Can-Am Maverick          | R Team                            |
| 433 | Santi Navarro                      | Bandera de España           | Marc Sola Terradellas       | Bandera de España                 | Can-Am X3                | FN Speed Team                     |
| 434 | Vincent Gonzalez                   | Bandera de Suiza            | Stephane Duple              | Bandera de Francia                | Can - Am Maverick X-RS   | El Blanco Rosso Racing Team       |
| 437 | Antonio Marmolejo                  | Bandera de Colombia         | Eduardo Blanco              | Bandera de España                 | Can - Am Maverick        | South Racing Can-Am               |
| 438 | Miguel Ardid Viturro               | Bandera de España           | Pedro López Chaves          | Bandera de España                 | Can-Am Maverick X3       | Xraids & Buggymaster Team         |
| 439 | Jeremy Croizon                     | Bandera de Francia          | Gregory Croizon             | Bandera de Francia                | Suzuki 1000 GSXR         | MD Rallye Sport                   |
| 440 | Hugues Lapouille                   | Bandera de Francia          | Eric Croquelois             | Bandera de Francia                | Can - Am X3              | # Je Peux 2020-BBR Mercier Racing |
| 441 | Frederic Pitout                    | Bandera de Francia          | Renaud Niveau               | Bandera de Francia                | Can - Am DFDSF           | Team BTR                          |
| 443 | Aleksei Shmotev                    | Bandera de Rusia            | Andrei Rudnitski            | Bandera de Bielorrusia            | Can-Am Maverick          | Snag Racing Team                  |
| 444 | Ilya Rouss                         | Bandera de Rusia            | Anton Yarashuk              | Bandera de Bielorrusia            | Can-Am Maverick          | Forestal Team                     |
| 445 | Pedro Burgo Vilanova               | Bandera de España           | Marcos Burgo Vilanova       | Bandera de España                 | Can - Am Maverick        | Galimplant Team                   |
| 446 | Stefano Marrini                    | Bandera de Italia           | Nicolás García              | Bandera de Argentina              | Yamaha YXZ 1000R         | Stefano Marrini                   |
| 447 | Michele Cinotto                    | Bandera de Italia           | Marco Arnoletti             | Bandera de Italia                 | Can - Am X3              | FN Speed Team                     |
| 448 | Cedric Lemaire                     | Bandera de Francia          | Dominique Marcant           | Bandera de Francia                | Can - Am X3              | # Je Peux 2020-BBR Mercier Racing |
| 450 | Domingo Roman Pardos               | Bandera de España           | Eduardo Izquierdo Rodríguez | Bandera de España                 | Extreme GPR20            | GPR Sport                         |
| 451 | Talal El Badr                      | Bandera de Arabia Saudita   | Ali Mirza                   | Bandera de Emiratos Árabes Unidos | Can - Am Lc200           | TB Motorsports                    |
| 473 | Elvis Borsoi                       | Bandera de Italia           | Stefano Pelloni             | Bandera de Italia                 | Can - Am Maverick X3 XRS | RT73                              |

## Resultados de etapas

### Coches
| Etapa | Ganador de la etapa                              | Tiempo  | Líder de la general      |
| ----- | ------------------------------------------------ | ------- | ------------------------ |
| 1     | Vaidotas Žala (MINI) Saulius Jurgelenas          | 3:19:04 | Vaidotas Žala (MINI)     |
| 2     | Giniel de Villiers (Toyota) Álex Haro            | 3:37:20 | Orlando Terranova (MINI) |
| 3     | Carlos Sainz (MINI) Lucas Cruz                   | 3:48:01 | Carlos Sainz (MINI)      |
| 4     | Stéphane Peterhansel (MINI) Paulo Fiúza          | 4:04:34 | Carlos Sainz (MINI)      |
| 5     | Carlos Sainz (MINI) Lucas Cruz                   | 3:52:01 | Carlos Sainz (MINI)      |
| 6     | Stéphane Peterhansel (MINI) Paulo Fiúza          | 4:27:17 | Carlos Sainz (MINI)      |
| 7     | Carlos Sainz (MINI) Lucas Cruz                   | 4:16:11 | Carlos Sainz (MINI)      |
| 8     | Mathieu Serradori (Century Buggy) Fabian Lurquin | 3:48:23 | Carlos Sainz (MINI)      |
| 9     | Stéphane Peterhansel (MINI) Paulo Fiúza          | 3:08:31 | Carlos Sainz (MINI)      |
| 10    | Carlos Sainz (MINI) Lucas Cruz                   | 2:03:43 | Carlos Sainz (MINI)      |
| 11    | Stéphane Peterhansel (MINI) Paulo Fiúza          | 4:14:11 | Carlos Sainz (MINI)      |
| 12    | Nasser Al-Attiyah (Toyota) Matthieu Baumel       | 1:17:30 | Carlos Sainz (MINI)      |

### Motos
| Etapa | Ganador de la etapa                  | Tiempo    | Líder de la general  |
| ----- | ------------------------------------ | --------- | -------------------- |
| 1     | Toby Price (KTM)                     | 3:21:33   | Toby Price (KTM)     |
| 2     | Ross Branch (KTM)                    | 3:39:10   | Sam Sunderland (KTM) |
| 3     | Ricky Brabec (Honda)                 | 3:29:31   | Ricky Brabec (Honda) |
| 4     | José Ignacio Cornejo Florimo (Honda) | 4:24:51   | Ricky Brabec (Honda) |
| 5     | Toby Price (KTM)                     | 3:57:33   | Ricky Brabec (Honda) |
| 6     | Ricky Brabec (Honda)                 | 4:36:28   | Ricky Brabec (Honda) |
| 7     | Kevin Benavídes (Honda)              | 4:36:22   | Ricky Brabec (Honda) |
| 8     | Cancelada                            | Cancelada | Ricky Brabec (Honda) |
| 9     | Pablo Quintanilla (Husqvarna)        | 3:30:33   | Ricky Brabec (Honda) |
| 10    | Joan Barreda Bort (Honda)            | 2:11:42   | Ricky Brabec (Honda) |
| 11    | Pablo Quintanilla (Husqvarna)        | 4:09:22   | Ricky Brabec (Honda) |
| 12    | José Ignacio Cornejo Florimo (Honda) | 1:28:15   | Ricky Brabec (Honda) |

### Camiones
| Etapa | Ganador de la etapa                                          | Tiempo  | Líder de la general     |
| ----- | ------------------------------------------------------------ | ------- | ----------------------- |
| 1     | Anton Shibalov (Kamaz) Dmitrii Nikitin Iván Tatarinov        | 3:40:35 | Anton Shibalov (Kamaz)  |
| 2     | Siarhei Viazovich (MAZ) Pavel Haranin Anton Zaparoshchanka   | 3:47:44 | Siarhei Viazovich (MAZ) |
| 3     | Andrey Karginov (Kamaz) Andrey Mokeev Igor Leonov            | 3:59:15 | Siarhei Viazovich (MAZ) |
| 4     | Anton Shibalov (Kamaz) Dmitrii Nikitin Iván Tatarinov        | 4:15:43 | Andrey Karginov (Kamaz) |
| 5     | Dmitry Sotnikov (Kamaz) Ruslan Akhmadeev Iligiz Akhmetzianov | 4:12:04 | Andrey Karginov (Kamaz) |
| 6     | Andrey Karginov (Kamaz) Andrey Mokeev Igor Leonov            | 4:56:18 | Andrey Karginov (Kamaz) |
| 7     | Andrey Karginov (Kamaz) Andrey Mokeev Igor Leonov            | 5:01:02 | Andrey Karginov (Kamaz) |
| 8     | Andrey Karginov (Kamaz) Andrey Mokeev Igor Leonov            | 4:24:58 | Andrey Karginov (Kamaz) |
| 9     | Andrey Karginov (Kamaz) Andrey Mokeev Igor Leonov            | 3:33:42 | Andrey Karginov (Kamaz) |
| 10    | Anton Shibalov (Kamaz) Dmitrii Nikitin Iván Tatarinov        | 2:12:12 | Andrey Karginov (Kamaz) |
| 11    | Andrey Karginov (Kamaz) Andrey Mokeev Igor Leonov            | 4:44:51 | Andrey Karginov (Kamaz) |
| 12    | Andrey Karginov (Kamaz) Andrey Mokeev Igor Leonov            | 1:28:41 | Andrey Karginov (Kamaz) |

### Quads
| Etapa | Ganador de la etapa        | Tiempo    | Líder de la general     |
| ----- | -------------------------- | --------- | ----------------------- |
| 1     | Ignacio Casale (Yamaha)    | 4:17:37   | Ignacio Casale (Yamaha) |
| 2     | Ignacio Casale (Yamaha)    | 4:46:07   | Ignacio Casale (Yamaha) |
| 3     | Giovanni Enrico (Yamaha)   | 4:30:52   | Ignacio Casale (Yamaha) |
| 4     | Ignacio Casale (Yamaha)    | 5:22:42   | Ignacio Casale (Yamaha) |
| 5     | Alexandre Giroud (Yamaha)  | 5:08:31   | Ignacio Casale (Yamaha) |
| 6     | Simon Vitse (Yamaha)       | 5:54:23   | Ignacio Casale (Yamaha) |
| 7     | Simon Vitse (Yamaha)       | 6:02:52   | Ignacio Casale (Yamaha) |
| 8     | Cancelada                  | Cancelada | Ignacio Casale (Yamaha) |
| 9     | Ignacio Casale (Yamaha)    | 4:39:25   | Ignacio Casale (Yamaha) |
| 10    | Kamil Wisniewski (Yamaha)  | 3:04:11   | Ignacio Casale (Yamaha) |
| 11    | Rafal Sonik (Yamaha)       | 5:22:18   | Ignacio Casale (Yamaha) |
| 12    | Arkadiusz Lindner (Can-Am) | 1:53:15   | Ignacio Casale (Yamaha) |

### SSV
| Etapa | Ganador de la etapa                                  | Tiempo  | Líder de la general                |
| ----- | ---------------------------------------------------- | ------- | ---------------------------------- |
| 1     | Aron Domżała (Can-Am) Maciej Marton                  | 4:00:58 | Aron Domżała (Can-Am)              |
| 2     | Francisco López Contardo (Can-Am) Juan Pablo Latrach | 4:13:30 | Francisco López Contardo (Can-Am)  |
| 3     | Gerard Farrés (Can-Am) Armand Monleón                | 4:42:27 | Casey Currie (Can-Am)              |
| 4     | Mitchell Guthrie (OT3) Ola Fløene                    | 5:01:13 | José Antonio Hinojo López (Can-Am) |
| 5     | Cyril Despres (OT3) Michael Horn                     | 4:41:24 | Sergei Kariakin (Can-Am)           |
| 6     | Gerard Farrés (Can-Am) Armand Monleón                | 5:27:25 | Francisco López Contardo (Can-Am)  |
| 7     | Blade Hildebrand (OT3) Francois Cazalet              | 5:26:35 | Casey Currie (Can-Am)              |
| 8     | Reinaldo Varela (Can-Am) Gustavo Gugelmin            | 4:50:48 | Casey Currie (Can-Am)              |
| 9     | Blade Hildebrand (OT3) Francois Cazalet              | 4:00:42 | Casey Currie (Can-Am)              |
| 10    | Mitchell Guthrie (OT3) Ola Fløene                    | 2:23:47 | Casey Currie (Can-Am)              |
| 11    | Francisco López Contardo (Can-Am) Juan Pablo Latrach | 4:59:51 | Casey Currie (Can-Am)              |
| 12    | Sergei Kariakin (Can-Am) Anton Vlasiuk               | 1:36:43 | Casey Currie (Can-Am)              |

## Clasificación final

### Coches
| Pos. | Piloto               | Marca                        | Tiempo   | Diferencia |
| ---- | -------------------- | ---------------------------- | -------- | ---------- |
| 1    | Carlos Sainz         | MINI John Cooper Works Buggy | 42:59:17 | -          |
| 2    | Nasser Al-Attiyah    | Toyota Hilux                 | 43:05:38 | + 06:21    |
| 3    | Stéphane Peterhansel | MINI John Cooper Works Buggy | 43:09:15 | + 09:58    |
| 4    | Yazeed Al-Rajhi      | Toyota Hilux                 | 43:48:27 | + 49:10    |
| 5    | Giniel de Villiers   | Toyota Hilux                 | 44:06:25 | + 01:07:09 |
| 6    | Orlando Terranova    | MINI John Cooper Works Rally | 44:11:32 | + 01:12:15 |
| 7    | Bernhard ten Brinke  | Toyota Hilux                 | 44:17:51 | + 01:18:34 |
| 8    | Mathieu Serradori    | Century Buggy                | 44:58:38 | + 01:59:21 |
| 9    | Yasir Seaidan        | MINI John Cooper Works Rally | 46:41.34 | + 03:42:17 |
| 10   | Wei Han              | Hanwei Motorsport            | 46:50:24 | + 03:51:07 |

### Motos
| Pos. | Piloto                       | Marca                  | Tiempo   | Diferencia |
| ---- | ---------------------------- | ---------------------- | -------- | ---------- |
| 1    | Ricky Brabec                 | Honda CRF 450 Rally    | 40:02:36 | -----      |
| 2    | Pablo Quintanilla            | Husqvarna FR 450 Rally | 40:19:02 | + 16:26    |
| 3    | Toby Price                   | KTM 450 Rally          | 40:26:42 | + 24:06    |
| 4    | José Ignacio Cornejo Florimo | Honda CRF 450 Rally    | 40:34:19 | + 31:43    |
| 5    | Matthias Walkner             | KTM 450 Rally          | 40:37:36 | + 35:00    |
| 6    | Luciano Benavídes            | KTM 450 Rally          | 40:40:10 | + 37:34    |
| 7    | Joan Barreda Bort            | Honda CRF 450 Rally    | 40:53:33 | + 50:57    |
| 8    | Franco Caimi                 | Yamaha 450 Rally       | 41:45:11 | + 1:42:35  |
| 9    | Skyler Howes                 | Husqvarna FR 450 Rally | 42:06:37 | + 2:04:01  |
| 10   | Andrew Short                 | Husqvarna FR 450 Rally | 42:13:16 | + 2:10:40  |

### Camiones
| Pos. | Piloto              | Marca           | Tiempo   | Diferencia |
| ---- | ------------------- | --------------- | -------- | ---------- |
| 1    | Andrey Karginov     | Kamaz 43509     | 46:33:36 | -----      |
| 2    | Anton Shibalov      | Kamaz 43509     | 47:16:02 | + 42:26    |
| 3    | Siarhei Viazovich   | MAZ 6440RR      | 48:38:18 | + 2:04:42  |
| 4    | Dmitry Sotnikov     | Kamaz 43509     | 49:29:04 | + 2:55:28  |
| 5    | Martin Macík        | Iveco PowerStar | 50:01:44 | + 3:28:08  |
| 6    | Janus Van Kasteren  | Iveco PowerStar | 51:00:33 | + 4:26:57  |
| 7    | Aleš Loprais        | Praga V4S DKR   | 51:50:33 | + 5:16:57  |
| 8    | Aliaksei Vishneuski | MAZ 5309RR      | 51:58:06 | + 5:24:30  |
| 9    | Patrice Garrouste   | Tatra Jamal     | 52:41:29 | + 6:07:53  |
| 10   | Teruhito Sugawara   | Hino            | 52:52:15 | + 6:18:39  |

### Quads
| Pos. | Piloto                  | Marca                 | Tiempo   | Diferencia |
| ---- | ----------------------- | --------------------- | -------- | ---------- |
| 1    | Ignacio Casale          | Yamaha Raptor 700     | 52:04:39 | -----      |
| 2    | Simon Vitse             | Yamaha Raptor 700     | 52:23:03 | + 18:24    |
| 3    | Rafal Sonik             | Yamaha Raptor 700     | 53:08:54 | + 1:04:15  |
| 4    | Manuel Andújar          | Yamaha Raptor 700     | 55:34:55 | + 3:30:16  |
| 5    | Kamil Wisniewski        | Yamaha Raptor 700     | 56:43:32 | + 4:38:53  |
| 6    | Sebastien Souday        | Yamaha 700YFMR        | 57:49:53 | + 5:45:14  |
| 7    | Ítalo Pedemonte         | Yamaha Raptor 700     | 58:39:07 | + 6:34:28  |
| 8    | Nelson Sanabria Galeano | Yamaha Raptor 700     | 61:00:42 | + 8:56:03  |
| 9    | Zdeněk Tůma             | Yamaha Raptor 700     | 68:03:09 | + 15:58:30 |
| 10   | Martín Sarquiz          | Can-Am Renegade 800 R | 69:19:18 | + 17:14:39 |

### SSV
| Pos. | Piloto                    | Marca              | Tiempo   | Diferencia |
| ---- | ------------------------- | ------------------ | -------- | ---------- |
| 1    | Casey Currie              | Can-Am Maverick    | 53:25:52 | -----      |
| 2    | Sergei Kariakin           | Can-Am Maverick X3 | 54:05:04 | + 39:12    |
| 3    | Francisco López Contardo  | Can-Am Maverick    | 54:18:28 | + 52:36    |
| 4    | Conrad Rautenbach         | PH Sport Zephyr    | 54:38:11 | + 1:12:19  |
| 5    | José Antonio Hinojo López | Can-Am Maverick X3 | 54:46:30 | + 1:20:38  |
| 6    | Jesús Puras               | Can-Am Maverick X3 | 55:45:07 | + 2:19:15  |
| 7    | Axel Alletru              | Can-Am X3          | 55:50:15 | + 2:24:23  |
| 8    | Austin Jones              | Can-Am Maverick    | 56:23:30 | + 2:57:38  |
| 9    | Reinaldo Varela           | Can-Am Maverick X3 | 59:09:53 | + 5:44:01  |
| 10   | Santiago Navarro          | Can-Am Maverick X3 | 59:10:27 | + 5:44:35  |